# Masters of Rap
Die Masters of Rap (abgekürzt M.O.R.) sind ein 1996 gegründeter, loser Zusammenschluss von verschiedenen Berliner Hip-Hop-Aktivisten aus dem Umfeld des Musiklabels Royal Bunker. Gründungsmitglieder waren die MCs Kool Savas, Fumanschu und Justus Jonas.

## Geschichte
Die Hip-Hop-Crew wird im Jahre '96 von Kool Savas, Fumanschu und Justus Jonas gegründet, welche sich auf einer Reise nach Los Angeles kennenlernen. Kurz nach ihrem Trip schreiben sie ihren ersten gemeinsamen Track Masters of Rap, der die Grundlage für den Crew-Namen "MOR" liefert. In den nächsten Monaten kommen noch weitere Rapper aus dem Freundes- und Bekanntenkreis dazu.
Aus den Erlösen von Tapeverkäufen wird später aus dem Crew-Umfeld das Label Royal Bunker gegründet. Das bringt für M.O.R. plötzlich die Möglichkeit ein eigenes Album zu veröffentlichen. 2001 bringen sie das Album NLP (Neuro-Linguistisches Programmieren) heraus, auf dem jedoch Taktloss nicht vertreten ist. Das Musikvideo zu der Single-Auskopplung Bei mir wird trotz der eher szenegebundenen Bekanntheit zeitweise auf MTV und VIVA gespielt.
Im Herbst 2001 verließ Kool Savas die Gruppe mit seiner damaligen Lebensgefährtin Melbeatz, um sein eigenes Label Optik Records zu gründen.
Die Crew wurde entgegen allen Gerüchten nie wirklich aufgelöst, sondern fügte ihrem ursprünglichen Namen nach der "Kotzen & Ablegen Tour 2002" lediglich das Wort "Ex" hinzu, sodass nun in bestimmten Fällen von den "Ex-MOR" die Rede ist.
2005 veröffentlichte die Crew in leicht veränderter Besetzung das Mixtape Hip Hop Is Still OK, welches ursprünglich als Teaser des eigentlichen Albums Simply the Best geplant war. Dieses Album erschien jedoch erst 2007, da es einige Unstimmigkeiten über die Veröffentlichungsplattform gab, da sich Royal Bunker neu strukturierte und auf die Nachwuchskünstler von K.I.Z konzentrierte.
M.O.R. gilt zusammen mit Westberlin Maskulin (Taktloss und King Kool Savas) als Pionier des deutschsprachigen Battle-Raps.

## Diskografie unter dem NamenMOR
- 2001: NLP – Neuro-Linguistisches Programmieren
- 2001: NEP – Rolex (ohne Kool Savas)
- 2005: HipHop Is Still OK (Mixtape)
- 2007: Simply the Best
- 2016: Rapper wie du auf Essahdamus (Mixtape) von Kool Savas